# Estatua ecuestre de Charles Devens
La estatua ecuestre de Charles Devens (también conocida como la estatua conmemorativa de Devens del condado de Worcester) es un monumento público en la ciudad de Worcester, en el estado de Massachusetts (Estados Unidos). Ubicada frente al antiguo Palacio de Justicia del Condado de Worcester en el Distrito Institucional, la estatua ecuestre honra a Charles Devens, quien sirvió como general en el Ejército de la Unión durante la Guerra de Secesión y luego se desempeñó como Fiscal General de los Estados Unidos. La estatua fue diseñada por Daniel Chester French y Edward Clark Potter y fue dedicada el 4 de julio de 1906.

## Historia

### Fondo

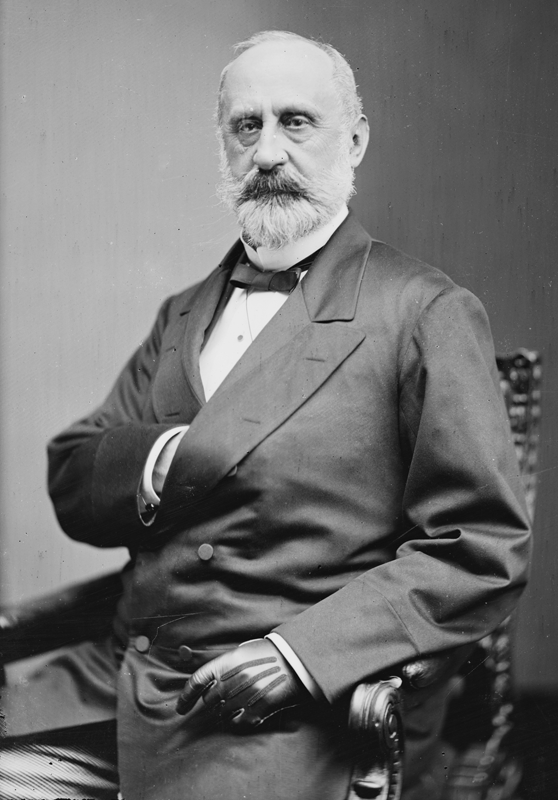
Charles Devens

Charles Devens nació en el barrio bostoniano de Charlestown el 4 de abril de 1820. En su juventud, asistió a la Boston Latin School. Se graduó del Harvard College en 1838 y se graduió en Derecho de la Escuela de Derecho Harvard en 1840. Comenzó a ejercer la abogacía en 1841. Se involucró en la política poco después, sirviendo como miembro del Senado de Massachusetts del condado de Franklin entre 1848 y 1849, y entre 1849 y 1853, se desempeñó como alguacil de los Estados Unidos para el Tribunal de Distrito de los Estados Unidos para el Distrito de Massachusetts. Durante la Guerra de Secesión, sirvió en el Ejército de la Unión como mayor de un batallón de fusileros y más tarde como coronel del 15º Regimiento de Infantería de Massachusetts. Al final de la guerra, había alcanzado el rango de general y había sido herido tanto en la Batalla de Fair Oaks como en la Batalla de Chancellorsville. Reanudó su carrera de abogado después de la guerra y en 1873 se convirtió en juez asociado de la Corte Judicial Suprema de Massachusetts. En 1877, fue nombrado fiscal general de los Estados Unidos por el presidente Rutherford B. Hayes, cargo que ocuparía hasta 1881. Murió en Boston el 7 de enero de 1891.

### Creación
Los esfuerzos para erigir un monumento en honor a Devens comenzaron a fines de 1891 cuando el senador estadounidense George Frisbie Hoar de Massachusetts envió solicitudes a muchos ciudadanos prominentes de Worcester con la siguiente carta el 9 de noviembre:

Estimado:
         Se le invita respetuosamente a asistir a una reunión para tomar medidas para erigir en Worcester un monumento y una estatua al general Devens que se llevará a cabo en Worcester Club House en Elm Street, el viernes 13 de noviembre a las siete y media de la tarde.

En la reunión, se formó un comité de 35 hombres con el propósito de recaudar fondos para el monumento y se preparó una circular discutiendo el monumento y su costo proyectado de 15 000 dólares. Sin embargo, el comité no tomó más medidas y el proyecto languideció durante aproximadamente una década. La idea de un monumento se revivió en el otoño de 1901 durante una reunión de la organización de veteranos del 15º Regimiento de Infantería de Massachusetts. La organización formó un comité y, en marzo de 1902, se formó un comité general formado por muchos ciudadanos destacados de la zona. Los miembros notables incluyeron a Hoar, Rufus B. Dodge Jr. (alcalde de Worcester), Thomas Corwin Mendenhall (presidente del Instituto Politécnico de Worcester), Daniel Merriman (presidente del Museo de Arte de Worcester) y varios miembros de la organización de veteranos, entre otros. El 4 de abril de 1902, el Tribunal General de Massachusetts otorgó un acto de incorporación a la "Comisión de la estatua de Devens en memoria del condado de Worcester".
A raíz de esto, la comisión comenzó a recaudar fondos públicos para el monumento. La ciudad de Worcester asignó 7500 dólares, mientras que el condado de Worcester asignó 5000 dólares, con aproximadamente 4000 dólares en fondos adicionales asignados por varias otras ciudades del condado. El 12 de julio de 1902, la comisión votó para contratar a los escultores Daniel Chester French y Edward Clark Potter para diseñar una estatua ecuestre de Devens, a un costo de no más de 30 000 dólares. French y Potter habían colaborado en varias estatuas ecuestres antes de esto, y como en sus colaboraciones anteriores, French fue responsable de la parte humana de la estatua, mientras que Potter fue responsable del caballo. El 27 de noviembre de 1903, los escultores presentaron un modelo de la estatua propuesta, que fue aceptado por la comisión. Además, se contrató al arquitecto Robert D. Andrews de Boston para diseñar el pedestal de la estatua. Se contrató a George D. Webb Granite and Construction Co. para crear el pedestal, mientras que Jno. Williams, Inc., una fundición en la ciudad de Nueva York, fue responsable de la creación de tabletas y letras que se fijarían al pedestal. El 17 de octubre de 1903, la comisión aceptó el diseño final de la estatua por parte de French and Potter y, posteriormente, el modelo se envió a Gorham Manufacturing Company en Providence, Rhode Island, para su fundición. El Senador Hoar había logrado que el Congreso de los Estados Unidos se apropiara de varios cañones condenados para ser utilizados en el lanzamiento, con un valor total de aproximadamente 2000 dólares.

### Dedicación
En diciembre de 1905, el trabajo en el monumento estaba a punto de finalizar y la comisión reunió un comité para planificar la dedicación de la estatua. El comité solicitó al consejo de la ciudad de Worcester permiso para colocar el monumento en un terreno público frente al Palacio de Justicia del Condado de Worcester, que fue concedido. La ceremonia de inauguración tuvo lugar el 4 de julio de 1906 (Día de la Independencia) frente al palacio de justicia, con la asistencia de aproximadamente 250 miembros de la milicia y más de 1000 veteranos de la Guerra de Secesión. Se llevó a cabo un desfile, con la presencia del gobernador de Massachusetts, Curtis Guild Jr., y el alcalde de Worcester, John T. Duggan, durante el cual se llevaron los colores estatales del 15. ° Regimiento, que se había llevado durante la Batalla de Antietam. Todos los puestos del Gran Ejército de la República estuvieron representados en el desfile. Se instalaron asientos en los escalones del juzgado para muchos de los veteranos, mientras que se construyó una plataforma para hablar en la parte superior de los escalones. El desfile, que siguió principalmente a lo largo de la calle principal de la ciudad, terminó alrededor de las 10 de la mañana, con los veteranos sentados a las media hora más tarde.

La estatua frente al palacio de justicia, de Detroit Publishing Company, c. 1908

Los oradores reunidos en la parte superior de los escalones incluyeron al Gobernador Guild, el Vicegobernador Eben Sumner Draper, el Secretario de Guerra William Howard Taft, el presidente del Tribunal Supremo Marcus Perrin Knowlton y el juez asociado Henry Braley de la Corte Judicial Suprema de Massachusetts, entre otros. Poco antes de las 11 de la mañana, William Franklin Draper (quien se había convertido en el jefe de la comisión luego de la muerte de Hoar en 1904) dio inicio a la ceremonia, con Merriman (un reverendo) rezando. Después de la oración, el Governor Guild pronunció un discurso celebrando a Devens y destacando sus contribuciones al estado, al que siguió un discurso de William Draper. Posteriormente, Charles Devens Osborne, sobrino nieto de Devens, inauguró oficialmente la estatua. La banda tocó " The Star-Spangled Banner " en medio de los aplausos de la multitud, y luego, un miembro de los comisionados del condado aceptó oficialmente la estatua en nombre del condado. Posteriormente, William Draper presentó a Stewart L. Woodford, un político y ex oficial del Ejército de la Unión de Nueva York, como orador de la ceremonia. Después de su discurso, la banda tocó " América ", y tras el final de la ceremonia, los veteranos fueron invitados a un almuerzo en la armería de la ciudad. En total, aproximadamente 10 000 espectadores estuvieron presentes en la ceremonia.

### Historia reciente
En 1950, durante una expansión del edificio de la corte, la estatua se movió varios pies, y hoy la estatua se encuentra en la intersección de Main Street y Highland Street, todavía en los terrenos de la corte, con vista a Lincoln Square. En 1994, el monumento fue inspeccionado como parte de Save Outdoor Sculpture! proyecto. En 2015, el antiguo palacio de justicia, que había estado vacante desde 2008, se vendió a desarrolladores con la intención de convertir el edificio en apartamentos. Como parte de la venta, los desarrolladores hicieron acuerdos con respecto a la preservación histórica continua de la propiedad, incluida la estatua de Devens. Un artículo de 2017 en Telegram & Gazette sobre las renovaciones del edificio indicó que la estatua permanecería en su lugar frente al palacio de justicia.

## Diseño

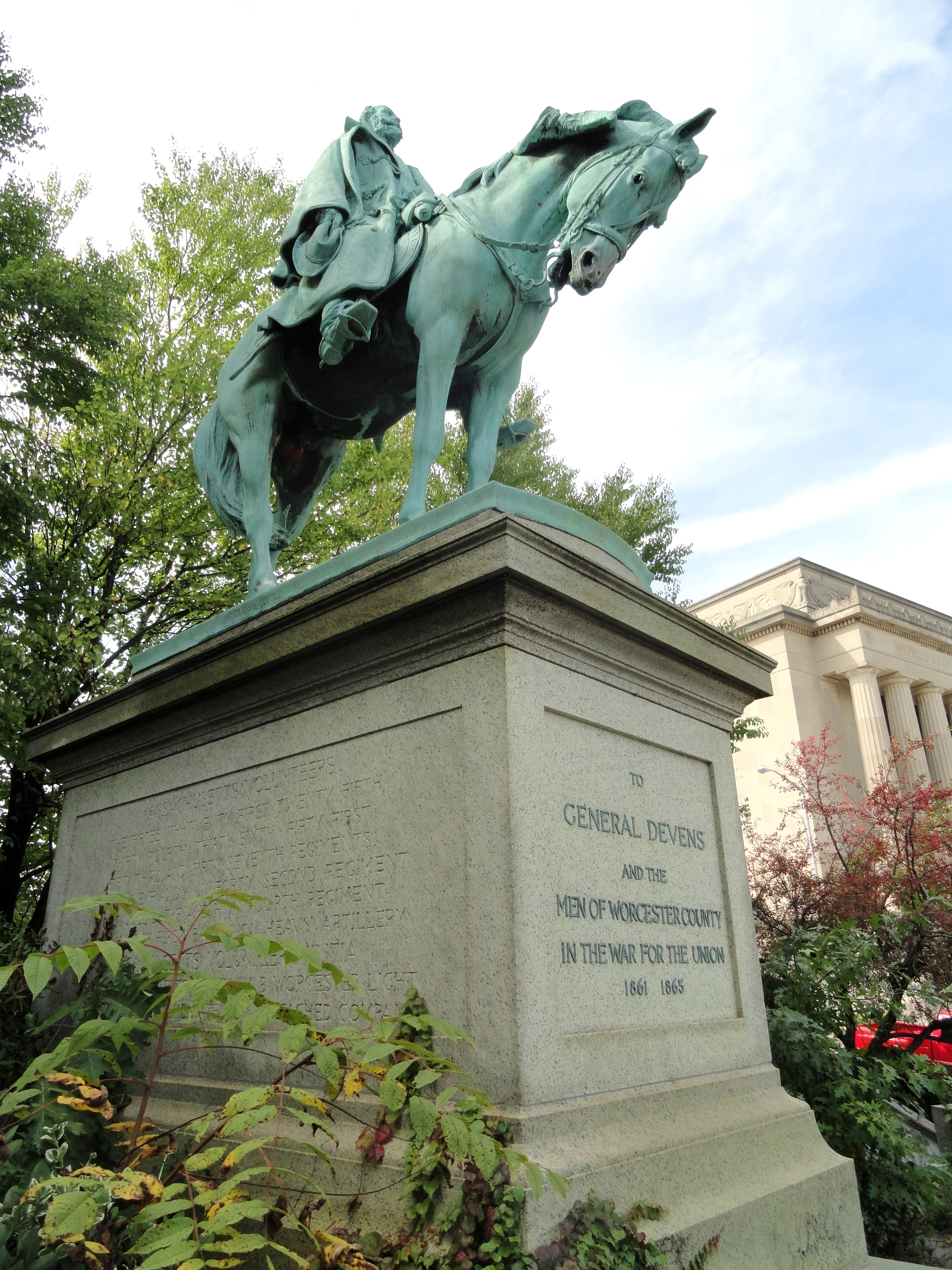
Vista de la estatua que muestra las inscripciones frontales y laterales en el pedestal.

El monumento consiste en una estatua ecuestre de bronce de Devens sobre un pedestal rectangular de granito. Devens está representado con su uniforme de la Guerra de Secesión, parcialmente cubierto por un pesado abrigo, con su mano derecha sosteniendo las riendas del caballo. La estatua mide 8 m de altura, mientras que el pedestal mide unos 5 m de alto. El ancho del pedestal es de unos 3 m. Una tablilla de bronce fijada en la parte trasera del pedestal lleva la siguiente inscripción:

CHARLES DEVENS / SOLDIER, ORATOR, JURIST / 1820–1891 / MAJOR, THIRD BATTALION MASS. RIFLES / APRIL, 1861 / COLONEL, FIFTEENTH REGIMENT MASS. VOL. INFANTRY / JULY, 1861 / BRIGADIER GENERAL, UNITED STATES VOLUNTEERS / 1862 / BREVET MAJOR GENERAL, UNITED STATES VOLUNTEERS / 1865 / ASSOCIATE JUSTICE, SUPERIOR COURT OF MASS. / APRIL, 1867 / ASSOCIATE JUSTICE, SUPREME COURT OF MASS. / 1873 / ATTORNEY GENERAL OF THE UNITED STATES / 1877 / ASSOCIATE JUSTICE, SUPREME COURT OF MASS. / 1881–1891

La inscripción en el frente del pedestal dice:

TO / GENERAL DEVENS / AND THE / MEN OF WORCESTER COUNTY / IN THE WAR FOR THE UNION / 1861–1865

Además, la comisión especificó "[que] en el lado sur de la base se colocarán las diversas organizaciones conocidas como Regimientos, Batallones y Compañías del Condado de Worcester, y en el lado norte de la base los nombres de las diversas ciudades y pueblos, con el número de hombres provistos por cada uno". Estas organizaciones, inscritas en el lado izquierdo de la base, son las siguientes:

MASSACHUSETTS VOLUNTEERS / THE FIFTEENTH TWENTY-FIRST TWENTY-FIFTH / THIRTY-FOURTH THIRTY-SIXTH FIFTY-FIRST / FIFTY THIRD AND FIFTY SEVENTH REGIMENTS / COMPANIES E F AND K IN FORTY SECOND REGIMENT / COMPANIES D E F AND H IN FOURTH REGIMENT / COMPANY F IN FIRST BATTALION HEAVY ARTILLERY / MASSACHUSETTS VOLUNTEER MILITIA / THIRD BATTALION RIFLES COMPANY B WORCESTER LIGHT / INFANTRY IN SIXTH REGIMENT TENTH UNATTACHED COMPANY.

### Análisis

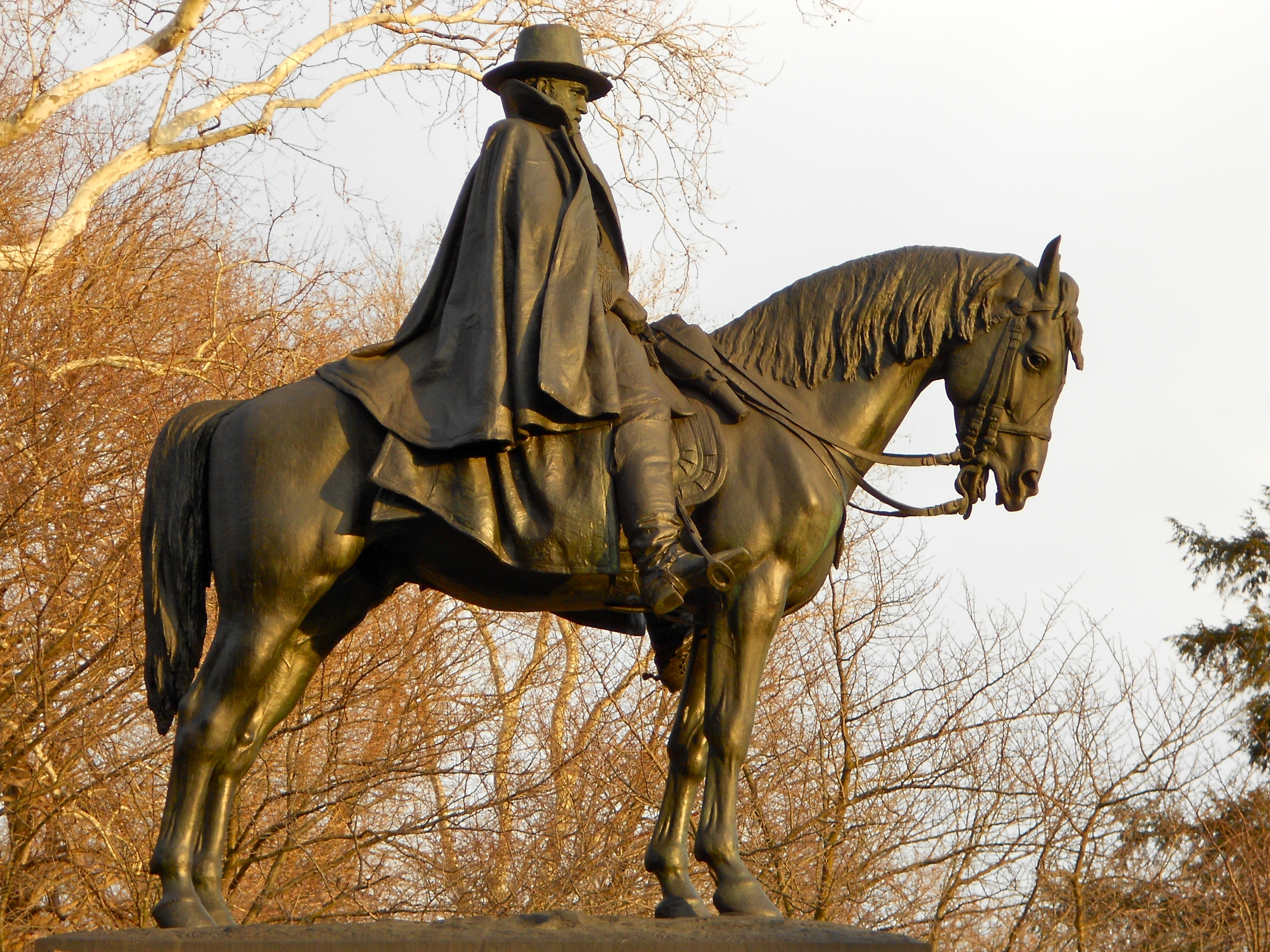
Estatua ecuestre de Ulysses S. Grant, una obra anterior de French and Potter

El historiador de arte Michael Richman comparó la estatua con una estatua ecuestre similar de Ulysses S. Grant creada varios años antes por French y Potter en Filadelfia, diciendo que "recordaba a Grant sin ser una imitación". En un trabajo de 2019 sobre los monumentos conmemorativos de la Guerra de Secesión en los Estados Unidos, Thomas J. Brown afirmó que "[l]a decisión de honrar a Devens como líder militar tipificaba la reciente reconfiguración de las prioridades estadounidenses" y que, si bien Devens "fracasó en lograr mucho éxito en el campo de batalla", la decisión de representarlo como un soldado fue articulada por Hoar, quien dijo, "diga lo que diga el filósofo, el moralista o el predicador, los instintos de la mayor parte de la humanidad los llevarán a otorgar el más alto premio de admiración al carácter militar". Hablando tanto de la estatua de Devens como de una estatua ecuestre posterior que French creó para William Franklin Draper, Brown argumenta que "[e]n las estatuas de French de Devens y Draper, el abogado y el industrial se mezclaban con el general del ejército, celebrando la extracción de obediencia por compulsión".
Hablando de las obras de French en un libro de 2019, el historiador Harold Holzer declaró que "[p]a la época en que se dedicó la estatua de Devens en 1906, el equipo de French y Potter había establecido claramente una fórmula estéticamente agradable y económicamente lucrativa para retratar a los 'héroes de la Guerra de Secesión'", pero que French se estaba cansando del género, señalando que pasarían seis años antes de que French creara otra estatua ecuestre de una figura de la Guerra de Secesión.